# Чагами-Боло
Чагами-Боло (тадж. Чагами Боло) — село в районе Рудаки Республики Таджикистан. Входит в состав джамоата (сельской общины) Эсанбой района Рудаки.
Находится на расстоянии 28 км от райцентра (пгт. Сомониён) и 38 км от центра общины (село Эсанбой).
Население — 180 чел. (2017).